# برايان أندرسون (كاتب)
برايان أندرسون (بالإنجليزية: Brian Anderson)‏ هو كاتب أمريكي، ولد في 7 يونيو 1971.